# Prințul Waldemar al Prusiei (1889-1945)
Prințul Waldemar al Prusiei (Waldemar Wilhelm Ludwig Friedrich Viktor Heinrich; 20 martie 1889 – 2 mai 1945) a fost fiul cel mare al Prințului Heinrich al Prusiei și a soției acestuia, Prințesa Irene de Hesse. Atât prin tatăl său cât și prin mama sa a fost strănepot al reginei Victoria a Marii Britanii.

## Biografie

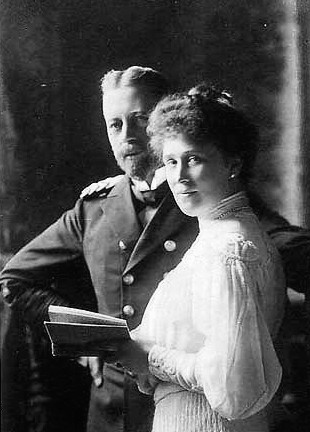
Părinții Prințului Waldemar

A studiat dreptul la Universitatea "Kaiserul Wilhelm" din Strasbourg și din 3 mai 1910 a studiat la Universitatea Creștină din Kiel. Din 1912 până în 1914 a fost funcționar de stat în Hanovra.

### Căsătorie
La 14 august 1919, la Hemmelmark, Prințul Waldemar s-a căsătorit cu Prințesa Calixta de Lippe-Biesterfeld (14 octombrie 1895 – 15 decembrie 1982). Nu au avut copii și au locuit în Bavaria.

### Hemofilie și deces
Prințul Waldemar, ca și verișorul său primar, Țareviciul Alexei al Rusiei, unchiul său, Prințul Friedrich de Hesse, și fratele său mai mic, Prințul Heinrich, a suferit de hemofilie. A murit într-o clinică din Tutzing, Bavaria din cauza lipsei de facilități de transfuzie de sânge. El și soția sa și-au părăsit casa înainte de venirea Armatei Roșii și au ajuns la Tutzing, unde Waldemar a primit ultima transfuzie de sânge. A doua zi, la 1 mai 1945, armata americană a ajuns în zonă și a rechiziționat toate resursele medicale pentru a trata victimele din lagăre de concentrare. Prințul Waldemar a murit la 2 mai 1945.